# Alkoholový klystýr
Alkoholový klystýr, známý hovorově také jako „výplach zadku“, je specifický akt, kdy je do konečníku a tlustého střeva zaveden alkohol. Tato metoda konzumace alkoholu může být nebezpečná a dokonce smrtelná, protože vede k rychlé intoxikaci. Alkohol se vstřebává ze střev přímo do krevního řečiště, čímž se znemožní tělu zbavit se nepřátelských látek zvracením.

## Historie
Původní Američané zapojovali často alkoholový klystrýr do svých náboženských rituálů.
Mayové do alkoholového klystýru někdy přidávali další psychoaktivní látky a snažili se dosáhnout extáze. K rituálu používali nálevku z tykve.

## Provedení
Alkoholový klystýr může být proveden dvěma způsoby. Do konečníku je zaveden tampón nasáklý alkoholem, nebo je alkohol do střev vlit skrz hadici (jako při pivním bongu do úst). Občas se k vykonání alkoholové klystýru používají nástroje pro lékařské výplachy střev.

## Rizika
Alkoholový klystýr je rychlý způsob intoxikace alkoholem, protože alkohol se vstřebává přímo do krevního řečiště, aniž by prošel žaludkem. Dolní gastrointestinální trakt postrádá alkoholdehydrogenázový enzym přítomný v žaludku a játrech, který štěpí ethanol na méně škodlivý acetaldehyd. Krom otravy alkoholem hrozí, že se ethanol dostane do jater, kde může ve větším množství způsobit vážné problémy. Navíc konzumace alkoholu rektálně znemožní tělu zbavit se škodlivých látek zvracením.

## Incidenty
V květnu roku 2004 zemřel 58letý muž z města Lake Jackson v Texasu poté, co na něm jeho manželka vykonala alkoholový klystýr sherry. Muž byl alkoholik a měl potíže s orálním požitím, kvůli bolesti v krku. Rektálně zkonzumoval dvě velké láhve sherry, které obsahovaly asi tři litry alkoholu. Jeho žena byla obviněna ze zabití z nedbalosti. Soudní proces se vlekl a v srpnu roku 2007 bylo obvinění zrušeno, kvůli nedostatku důkazů.
Alkoholový klystýr zabil i 52letého muže, který si sám trubicí aplikoval do konečníku tašku bílého vína. Byl nalezen mrtvý s trubicí zasunutou v konečníku a připojenou k již prázdné tašce pověšené na věšák, který stál vedle jeho postele.